# Bucculatrix ambrosiaefoliella
Bucculatrix ambrosiaefoliella är en fjärilsart som beskrevs av Victor Toucey Chambers 1875. Bucculatrix ambrosiaefoliella ingår i släktet Bucculatrix och familjen kronmalar. Inga underarter finns listade i Catalogue of Life.